# NGC 5051
NGC 5051 је спирална галаксија у сазвежђу Хидра која се налази на NGC листи објеката дубоког неба.
Деклинација објекта је - 28° 17' 10" а ректасцензија 13h 16m 20,0s. Привидна величина (магнитуда) објекта NGC 5051 износи 13,2 а фотографска магнитуда 14,0. Налази се на удаљености од 65,800 милиона парсека од Сунца. NGC 5051 је још познат и под ознакама ESO 444-1, MCG -5-31-42, AM 1312-280, IRAS 13135-2801, PGC 46194.